# Рівнинні ліси Північно-Східного Конго
Рівнинні ліси Північно-Східного Конго (ідентифікатор WWF: AT0124) — афротропічний екорегіон тропічних та субтропічних вологих широколистяних лісів, розташований в Центральній Африці.

## Географія
Екорегіон рівнинних лісів Північно-Східного Конго охоплює північ та північний схід Демократичної Республіки Конго, а також частину префектур Мбому та Нижнє Котто на півдні Центральноафриканської Республіки. Північно-західною межею екорегіону є річка Убангі, а західною межею — річка Конго, за якою починаються західноконголезькі та східноконголезькі заболочені ліси. На північ і південь від регіону поширені північноконголезькі та південноконголезькі лісосавани відповідно. На сході екорегіон переходить у гірські ліси Альбертінського рифту.
Висота регіону знижується зі сходу на захід, від 1000 м над рівнем моря в передгір'ях Альбертінського рифту до 400 м над рівнем моря в долині річки Конго. На півночі, сході і північному сході регіону трапляються численні пагорби, уступи та інзельберги, а на заході рельєф переважно рівнинний. З геологічної точки зору на східній і північній окраїні екорегіону переважають докембрійські породи фундаменту, а далі на південь переважають більш пізні гірські породи, пов'язані з осіданням в басейні Конго. На більшій частині екорегіону ґрунти представлені товстим шаром сильно вилугованих оксісолів. В південній частині регіону поширені нітосолі, які менше вивітрюються та більш придатні до вирощування сільськогосподарських культур. На сході вулканічна діяльність Альбертінського рифту також підвищила родючість ґрунтів.
Густота населення в центральній частині екорегіону становить менше 5 осіб/км². Найвища густота населення спостерігається на сході екорегіону, де вона становить 50 осіб/км². В малонаселеній центральній частині регіону мешкають представники народу Мбуті, яких зазвичай називають пігмеями. Ці люди ведуть мисливсько-збиральницький спосіб життя.

## Клімат
На більшій частині екорегіону переважає екваторіальний клімат (Af за класифікацією кліматів Кеппена), а на півночі — мусонний клімат (Am за класифікацією Кеппена). Середньорічна кількість опадів коливається від 1500 мм до 2000 мм і зменшується із заходу на схід. З січня по березень триває виражений сухий сезон. Середньорічна максимальна температура становить 27-33 °C, середньорічна мінімальна температура — 15-21 °C.

## Флора
Рівнинні ліси Північно-Східного Конго є найсхіднішою частиною великого масиву конголезьких дощових лісів. Основними лісовими угрупованнями цього екорегіону є рівнинні вологі ліси. Подекуди в регіоні трапляються заболочені ліси, на сході поширені передгірські ліси, а на півночі — більш сухі перехідні ліси. Незважаючи на те, що на більшій частині екорегіону трапляються мішані вічнозелені або напіввічнозелені ліси, подекуди також зустрічаються невеликі або досить значні монодомінантні ліси. Найпоширеніші монодомінантні насадження формують лімбалієві дерева (Gilbertiodendron dewevrei), які також зустрічаються в інших гвінейсько-конголезьких лісах.
Загалом флора екорегіону характеризується високим різноманіттям та високим рівень ендемізму. В дощовому лісі Ітурі, розташованому на північному сході екорегіону, зареєстровано понад 1500 видів рослин. В екорегіоні зустрічається багато реліктових видів, деякі з яких вказують на зв'язки з лісами Камеруну та Габону. Флора інзельбергів, поширених в північній частині регіону, демонструє зв'язки з флорою гір Східної Африки.

## Фауна
Серед поширених в екорегіоні ссавців слід відзначити китицевухих свиней (Potamochoerus porcus), великих лісових кабанів (Hylochoerus meinertzhageni), водних оленьків (Hyemoschus aquaticus), білочеревих дуїкерів (Cephalophus leucogaster), чорноспинних дуїкерів (Cephalophus dorsalis), блакитних дуїкерів (Philantomba monticola), чорнолобих дуїкерів (Cephalophus nigrifrons), жовтоспинних дуїкерів (Cephalophus silvicultor), дуїкерів Вейнса (Cephalophus weynsi), африканських лісових буйволів (Syncerus caffer nanus), лісових бонго (Tragelaphus eurycerus), сітатунг (Tragelaphus spekii) та лісових слонів (Loxodonta cyclotis). В лісах регіону зустрічаються різноманітні примати: рудохвості мавпи (Cercopithecus ascanius), мавпи Бразза (Cercopithecus neglectus), чубаті мавпи (Cercopithecus pogonias), блакитні мартишки (Cercopithecus mitis), східні герези (Colobus guereza), гривасті мангабі (Lophocebus albigena), ангольські колобуси (Colobus angolensis) павіани-анубіси (Papio anubis), східні шимпанзе (Pan troglodytes schweinfurthii), а також найважливіша популяція гірських горил (Gorilla beringei beringei).Серед хижаків регіону слід відзначити африканських леопардів (Panthera pardus pardus) та золотих каракалів (Caracal aurata).
Ссавці екорегіону демонструють високий рівень ендемізму: тут зустрічається 16 ендемічних видів ссавців. Серед ендеміків регіону слід відзначити окапі (Okapia johnstoni), велетенську генету (Genetta victoriae), водну генету (Genetta piscivora), малу лісову землерийку (Sylvisorex oriundus), темну африканську білозубку (Crocidura caliginea), конголезьку білозубку (Crocidura congobelgica) та білозубку Поліа (Crocidura polia). Також в екорегіоні зустрічається близько 10 майже ендемічних видів ссавців, зокрема совоголові мавпи (Cercopithecus hamlyni), гірські мартишки (Allochrocebus lhoesti), строкаті кажани (Glauconycteris superba), смугасті кажани Аллена (Glauconycteris alboguttata), м'якошерстні миші Місонна (Praomys misonnei), болотяні щури Вершурена (Congomys verschureni) та білозубки Латона (Crocidura latona).
Також ендеміком екорегіону є жовтоногий ткачик (Ploceus flavipes). Серед майже ендемічних птахів, поширених в регіоні, слід відзначити ітурійського турача (Ptilopachus nahani), чорноспинного приріта (Batis ituriensis), рудолобу жовтобрюшку (Eremomela turneri), африканського павича (Afropavo congensis), заїрського торо (Phyllastrephus lorenzi), заїрського монарха-довгохвоста (Terpsiphone bedfordi) та ітурійського злочика (Kupeornis chapini). Більшість з них, окрім рівнинних лісів Північно-Східного Конго, зустрічаються також в гірських лісах Альбертінського рифту.
Герпетофауна екорегіону є недостатньо дослідженою. Серед ендемічних амфібій, поширених в регіоні, слід відзначити оливкову лопатоносу жабу (Hemisus olivaceus), кассіну Мертенса (Kassina mertensi) та бутаську річкову жабу (Phrynobatrachus gastoni).

## Збереження
Оцінка 2017 року показала, що 54 712 км², або 11 % екорегіону, є заповідними територіями. Природоохоронні території включають: Національний парк Кагузі-Бієґа, Національний парк Маіко, Національний парк Окапі, Природний заповідник Абумонбазі, Мисливський заказник Білі-Уере, Природний заповідник Бому, Мисливський заказник Гангала-на-Бодіо, Мисливський заказник Рубі-Теле та Біосферний заповідник Янгамбі в Демократичній Республіці Конго.